# Хиджр Исмаил
Хиджр Исмаил (араб. حجر إسماعيل‎ [х̣и́джру Исма́‘и́ль]) — место между северной стеной Каабы и полукруглой стеной аль-Хатим. Мусульманами считается, что между Каабой и Аль-Хатим похоронены Исмаил и его мать Хаджар (Агарь). На их могилы направлен «Водосток милости» (араб. ميزاب الرحمة‎, миза́б ар-рах̣мат̈) с таким расчётом, чтобы во время редких дождей вода с крыши Каабы, символизируя благодать, направлялась на могилы.

## Аль-Хатим

Схема Каабы, вид сверху

Аль-Хатим (араб. الحطيم‎) — остатки стены из белого мрамора, расположенной полукругом, соединяющей северный (Иракский) и западный (Сирийский) углы Каабы. Его высота около метра, толщина — полтора метра. Длина полукруга составляет 17,75 метра.

## История
Строителем стены считается пророк Исмаил. Пространство между этой стеной и воротами Каабы раньше входило в пределы святилища и потому также является священным. Именно поэтому во время хаджа, совершая таваф, паломники не входят в пространство между Каабой и Хиджр Исмаилом.